# Ярославская губернская учёная архивная комиссия
Ярославская губернская учёная архивная комиссия (ЯГУАК) открыта 15 (27) ноября 1889 года на основании «Положения об учреждении губернских исторических архивов и учёных архивных комиссий» 1884 года в числе 39 других, появившихся в разное время, для собирания и приведения в порядок архивных дел и документов. Комиссии были в подчинении Археологического института и Министерства внутренних дел, попечителями выступали губернаторы.
Задачи комиссии: «а) разбор дел и документов, предназначенных в губернских и уездных архивах разных ведомств к уничтожению, для выделения из них тех столбцов и бумаг, которые по представляемому ими интересу в научном отношении подлежат передаче для хранения в исторический архив; б) составление таковым документам и делам надлежащих описей и указателей; в) расположение их в том порядке, чтобы они были доступны для учёных занятий».
Членами-учредителями комиссии, в числе прочих, были археолог С. М. Шпилевский, этнограф Е. И. Якушкин, юрист Э. Н. Берендтс, купец-благотворитель И. А. Вахрамеев, публицист Л. Н. Трефолев, краеведы: угличский — Н. Ф. Лавров и ярославский — Г. Н. Преображенский, писатель-историк Ф. А. Бычков.
Во главе комиссии было правление — председатель, правитель дел, казначей и архивариус. Председателями были:
- С. М. Шпилевский, директор Демидовского юридического лицея (15.11.1889 — 5.04.1894).
- Э. Н. Берендтс, профессор Демидовского юридического лицея (5.04.1894 — 2.02.1900).
- Л. Н. Трефолев, редактор «Вестника Ярославского земства» (2.02.1900 — 15.12.1900, 5.07.1903 — 28.11.1905).
- М. А. Липинский, доцент Демидовского юридического лице (15.12.1900 — 5.07.1903).
- И. А. Вахрамеев, член Московского и Русского археологических обществ (26.11.1906 — 1.06.1908).
- П. Д. Урусов, управляющий Ярославским отделением Крестьянского поземельного банка (1.06.1908 — 06.1918).
- Н. Г. Первухин, инспектор Ярославского реального училища (06.1918 — 1919).

За первые 25 лет существования членами комиссии побывали 342 человека (63 почётных и 279 действительных). На 1917 году в ней состояло 244 члена: 32 почётных и 212 действительных (к 1900 году — 163 члена). Среди них были такие учёные как И. Ф. Барщевский, А. А. Бахрушина, Ф. А. Бычков, В. А. Городцов, К. Д. Головщиков, И. Я. Гурлянд, С. Я. Дерунов, Д. И. Иловайский, Н. Н. Корсунский, А. П. Мельников, П. И. Мизинов, А. А. Мусин-Пушкин, А. В. Орешников, Н. И. Суворов, Н. С. Суворов, В. В. Суслов, А. А. Титов, И. А. Тихомиров, И. Ф. Токмаков, В. К. Трутовский, В. Н. Ширяев, В. Г. Щеглов, И. А. Шляков, И. А. Шляпкин, П. И. Щукин, Е. И. Якушкин. Однако, на 1899 год собрания комиссии регулярно посещало только 14 человек; в течение года работало не более 6 человек. Единственным штатным сотрудником комиссии был её архивариус И. А. Тихомиров.
За 25 лет было разобрано и рассмотрено по описям 321 795 дел (к 1909 году — 234 000 дел), 82 017 «бумаг», 3600 книг и свыше 9000 столбцов; из них было принято на хранение 29 525 дел и 6077 «бумаг». Основное внимание было уделено материалам по истории местных городов, учреждений, монастырей, церквей. Помимо письменных источников собирались археологические, этнографические и фольклорные данные. В 1895 году при комиссии открыт музей — Древлехранилище, в котором к 1914 году было более 12 тысяч экспонатов. В библиотеке комиссии к этому времени имелось 15 196 томов, а также более 3 тысяч неописанных столбцов, несколько тысяч гравюр, рисунков, тысячи рукописей, плакатов, сотни фотографических негативов и др.
Комиссия активно издавала свои «Труды», в которых публиковались документы и исследования по истории края, мемуары, протоколы заседаний и отчёты (всего вышло 7 книг в 17 выпусках, не считая отдельных изданий) и документальные памятники.
После установления советской власти ЯГУАК перешла в ведение Главного управления архивным делом. К началу 1920 года создан Ярославский губернский архивный фонд. Древлехранилище отошло в ведение подотдела охраны памятников искусства и старины губернского отдела народного образования. Собрание 11 мая 1920 года оказалось последним. Архив комиссии стал основой Государственного архива Ярославской области, а музей — одной из основ Ярославского государственного историко-архитектурного и художественного музея-заповедника.